# Swimming
Swimming is het vijfde album van de Amerikaanse rapper Mac Miller uitgebracht op 3 augustus 2018.
Swimming is het vervolg op Millers vierde album uit 2016 getiteld The Divine Feminine. Swimming is tevens het laatste album dat werd uitgebracht voordat Miller op 26-jarige leeftijd overleed aan een overdosis. Het album werd in recensies gunstig beschreven en werd in 2019 genomineerd voor een Grammy voor beste rapalbum.

## Stijl en thematiek
Volgens het muziektijdschrift Rolling Stone borduurt Swimming voort op dezelfde sound als Millers voorgaande album The Divine Feminine. Jazzrap in combinatie met neo-soul, funk en mellow kenmerken het grootste deel van het album. Millers teksten op het album gaan vooral over zelfacceptatie, balans, de valkuilen van roem, persoonlijke problemen met drank en drugs en de verbroken relatie met Ariana Grande.

## Nummers
| Nr. | Titel                | Producer(s)                           | Duur |
| --- | -------------------- | ------------------------------------- | ---- |
| 1.  | "Come Back to Earth" | Mac Miller, Jon Brion, Gitty          | 2:41 |
| 2.  | Hurt Feelings        | J. Cole, Brion, Dev Hynes             | 4:05 |
| 3.  | What's the Use?      | Pomo, Dâm-Funk                        | 4:48 |
| 4.  | Perfecto             | Brion, Tee-WaTT                       | 3:35 |
| 5.  | Self Care            | DJ Dahi, ID Labs, Nostxlgic, Nice Rec | 5:45 |
| 6.  | Wings                | Alexander Spit                        | 4:10 |
| 7.  | Ladders              | Brion, Pomo, Nice Rec                 | 4:47 |
| 8.  | Small Worlds         | Tae Beast, Lang                       | 4:31 |
| 9.  | Conversation Pt. 1   | Cardo, Yung Exclusive                 | 3:30 |
| 10. | Dunno                | Parson Brown, Miller, Brion           | 3:57 |
| 11. | Jet Fuel             | DJ Dahi, Miller, Steve Lacy           | 5:45 |
| 12. | 2009                 | Eric G                                | 3:44 |
| 13. | So It Goes           | Miller, Brion                         | 3:18 |